# Grayrigg
Grayrigg är en by och en civil parish i Cumbria, England. Orten har 223 invånare (2001). Den har en kyrka.